# Torneo di Wimbledon 1912
Il Torneo di Wimbledon 1912 è stata la 36ª edizione del Torneo di Wimbledon e seconda prova stagionale dello Slam per il 1912.
Si è giocato sui campi in erba dell'All England Lawn Tennis and Croquet Club di Wimbledon a Londra in Gran Bretagna. 
Il torneo ha visto vincitore nel singolare maschile il neozelandese Anthony Wilding
che ha sconfitto in finale in 4 set il britannico Arthur Gore con il punteggio di 6–4 6–4 4–6 6–4.
Nel singolare femminile si è imposta la britannica Ethel Larcombe che ha battuto in finale in 2 set la connazionale Charlotte Cooper Sterry.
Nel doppio maschile hanno trionfato Herbert Roper-Barrett e Charles Dixon.

## Risultati

### Singolare maschile
Anthony Wilding ha battuto in finale  Arthur Gore con il punteggio di 6–4 6–4 4–6 6–4

### Singolare femminile
Ethel Larcombe ha battuto in finale  Charlotte Cooper con il punteggio di 6–3, 6–1

### Doppio maschile
Herbert Roper-Barrett /  Charles Dixon hanno battuto in finale  Max Décugis /  André Gobert con il punteggio di 3–6, 6–3, 6–4, 7–5